# Burminoptila
Burminoptila is een geslacht van schietmotten uit de familie Hydroptilidae.

## Soorten
Deze lijst is mogelijk niet compleet.
- B. bemeneha L Botosaneanu, 1981